# Esther Lederberg
Esther Miriam Zimmer Lederberg (ur. 18 grudnia 1922, zm. 11 listopada 2006) − amerykańska mikrobiolożka, immunolożka i genetyczka.
Urodziła się w rodzinie żydowskiej, jako córka Davida Zimmera i Pauline z domu Geller. Esther Lederberg odkryła bakteriofaga lambda, który stał się organizmem modelowym i narzędziem do klonowania używanym w genetyce i biologii molekularnej. Wraz ze swoim mężem (w latach 1946−1966), Joshuą Lederbergiem, zajmowała się też genetyką bakterii.
Esther Lederberg ukończyła Hunter College w 1942, następnie studiowała genetykę na Uniwersytecie Stanforda, gdzie w 1946 uzyskała stopień magistra. W 1950 uzyskała stopień doktora na Uniwersytecie Wisconsin. Następnie wróciła na Uniwersytet Stanforda, gdzie pracowała aż do emerytury w 1985 na Wydziale Mikrobiologii i Immunologii, a w latach 1976−1986 także jako szefowa Plasmid Reference Center.